# 莫護跋
莫護跋（ばくごばつ、拼音: Mòhùbá、生没年不詳）は、中国三国時代に活動していた鮮卑の大人（部族長）。慕容部の始祖。子は慕容木延。前燕の基礎を作った慕容廆の曾祖父にあたる。

## 生涯
鮮卑の中でも有力な大人（部族長）の一人であり、元々は塞外（中国北の国境の外側）に住居していたという。
魏が建国されて間もない頃、莫護跋は自ら従えていた鮮卑諸部族の民とその大人を率い、郷里を離れて遼西へ移り、この地に入居するようになった。この時に移住した集団が、慕容部の母体となった。
景初2年（238年）6月、魏の大将軍司馬懿が遼東の地で自立していた公孫淵討伐に向かうと、莫護跋はこれに協力して功績を挙げ、率義王に封じられた。これにより正式に遼西に住居する事を認められ、棘城（現在の遼寧省錦州市義県）の北部に自らの領土を得た。
彼の死後は子の慕容木延が大人の位を継いだ。没年は不詳であるが、正始6年（245年）には既に慕容木延が大人として活動している事から、それ以前と思われる。

## 慕容という呼称について
慕容部という部族名（及び氏族名）は莫護跋より始まったと言われているが、その語源については諸説がある。
- 後漢の桓帝の時代、鮮卑大人の檀石槐は複数に分かれていた鮮卑の諸部族を纏め上げ、統一勢力を形成した。彼はその土地を東部・中部・西部の3部に分け、各部には複数の大人を置いて統治せたが、中部の大人の中には『慕容』という人物がおり、彼は部落の大帥（部族の大集団を統率する有力者）となったという。資治通鑑に注釈をつけた胡三省はこれこそが慕容部の始りだと述べている[2]。これが正しいならば、莫護跋は祖先の名前を部族名とした事になる。

- 燕・代の地方では歩揺冠（歩く度に揺れる金製の簪）をかぶる少年が多く、莫護跋はこれを気に入り、髪をまとめて歩揺冠をかぶった。これにより諸部族は彼のことを歩揺と呼ぶようになり、その後に音が訛って慕容と呼ばれるようになったという[3]。但し、これは前燕が建国された後、その臣下が吹聴した説だともいわれている[2]。

- 莫護跋自ら「二儀（天・地）の徳を慕い、三光（日・月・星）の容（度量）を継がん」と宣言し、慕容を姓として採用したともいわれる[3]。

- 莫護跋の祖先が慕容寺という場所に拠点を構えていた事から、これを部族名として採用したともいわれる。但し、これは王沈の著した『魏書』にある『柯最闕居慕容等為大帥（柯最・闕居・慕容らが大帥となった）』という文章の『等』という文字が、写本の過程で『寺』にすり替ってしまった事で、『柯最闕居慕容寺為大帥（柯最闕という人物は大帥となって慕容寺に居した）』という解釈に変わってしまった事から生まれた誤解であるともいう。

## 伝承
伝説によると、彼の八世祖は乾帰という人物であり、神霊を感じ取る事が出来たという。彼はある時、金銀の襦鎧（古代中国で用いられた鎧の一種）を身に着け、金銀の鞍や轡を身に着けた白馬に乗り、天より降り立ったといわれる。鮮卑の人々はこれを神とみなし、君主として推戴したという。

## 参考資料
- 『晋書』（慕容廆載記）
- 『資治通鑑』巻81
- 『十六国春秋』